# Lidingö
Lidingö – miasto w Szwecji, na wyspie Lidingö, na północny wschód od Sztokholmu. Siedziba gminy o tej samej nazwie. Ośrodek przemysłu spożywczego. Prawa miejskie posiada od 1926.